# Ian Gomm
Ian Robert Gomm (* 28. März 1947 in Chiswick, West London) ist ein britischer Gitarrist, Sänger und Songwriter, der 1970 bis 1974 bei Brinsley Schwarz spielte. Als deren Mitglied wurde er 1971 vom New Melody Maker (NME) als bester Rhythmus-Gitarrist benannt. 1979 kam er als Solist mit der Single Hold on bis auf Platz 18 der Billboard Top 100 in den USA. Damit wird er als ein One Hit Wonder eingruppiert.
Gomm richtete 1974 in Wales ein eigenes Aufnahmestudio ein, wo er mit Musikern wie Alexis Korner und den Stranglers arbeitete. Sein Song Cruel to Be Kind, den er zusammen mit seinem Ex-Kollegen bei Brinsley Schwarz, Nick Lowe, schrieb, erreichte 1979, mit Lowe als Sänger, Platz zwölf in den britischen Singlecharts.

## Diskografie

### Studioalben
| Jahr | Titel              | Höchstplatzierung, Gesamtwochen, AuszeichnungChartsChartplatzierungen (Jahr, Titel, Platzierungen, Wochen, Auszeichnungen, Anmerkungen) | Anmerkungen                |
| Jahr | Titel              | US | Anmerkungen                |
| ---- | ------------------ | --- | -------------------------- |
| 1979 | Gomm With The Wind | US104 (12 Wo.)US | Erstveröffentlichung: 1979 |

Weitere Veröffentlichungen
- 1978: Summer Holiday
- 1979: Come On
- 1980: What a Blow
- 1983: The Village Voice
- 1986: What makes a man a...
- 1997: Crazy for You
- 2001: Rock 'N' Roll Heart
- 2002: 24 Hour Service
- 2010: Only Time Will Tell

### Singles
| Jahr | Titel Album                | Höchstplatzierung, Gesamtwochen, AuszeichnungChartsChartplatzierungen (Jahr, Titel, Album, Platzierungen, Wochen, Auszeichnungen, Anmerkungen) | Anmerkungen                       |
| Jahr | Titel Album                | US | Anmerkungen                       |
| ---- | -------------------------- | --- | --------------------------------- |
| 1979 | Hold On Gomm With The Wind | US18 (12 Wo.)US | Erstveröffentlichung: August 1979 |